# 다니엘 이즌 리얼
《다니엘 이즌 리얼》(영어: Daniel Isn't Real)은 미국에서 제작된 애덤 이집트 모티머 감독의 2019년 심리 공포 영화이다. 브라이언 들루가 2009년에 발표한 소설 "In This Way I Was Saved"가 원작이다. 성장한 주인공은 어려서 상상 속 친구로 여겼던 존재가 실은 악령이었다는 걸 알고 이에 맞서 싸우게 된다. 마일스 로빈스, 패트릭 슈워제네거, 사샤 레인, 메리 스튜어트 매스터슨, 해나 마크스, 추쿠디 이우지, 피터 맥로비 등이 출연하였고, 일라이자 우드 등이 제작에 참여하였다.
2019년 3월 9일 사우스 바이 사우스웨스트에서 초연되었다. 2019년 12월 6일 새뮤얼 골드윈 필름스에 의해 선별 극장 및 디지털로 개봉되었다.

## 줄거리
어린 시절 루크는 동네 카페에서 총기 난사를 목격한다. 사건 현장에서 루크는 자신감 있고 침착한 대니얼을 만나 친구가 된다. 그러나 어른들 눈에 대니얼은 보이지 않는다.
하루는 루크가 대니얼에게 속아 어머니 클레어에게 복용약을 한꺼번에 먹여 클레어를 죽일 뻔한 일이 벌어진다. 심각성을 인지한 클레어가 인형의 집 안에 대니얼을 상징적으로 가두자 대니얼은 사라진다.
대학생이 된 루크는 미래를 염려하고, 자신도 결국 클레어처럼 편집증이 발병할까봐 불안해하고 있다. 어릴 적 집에서 하룻밤 머물던 루크는 인형의 집을 열어 대니얼을 꺼내주고 마는데...

## 출연
- 마일스 로빈스 - 루크 나이팅게일 역
  - 그리핀 로버트 포크너 - 루크 아역
- 패트릭 슈워제네거 - 대니얼 역
  - 네이선 리드 - 대니얼 아역
- 사샤 레인 - 캐시 역
- 해나 마크스 - 소피 역
- 메리 스튜어트 매스터슨 - 클레어 나이팅게일 역
- 추쿠디 이우지 - 코닐리어스 브론 박사 역
- 피터 맥로비 - 퍼시 시그펜 역
- 마이클 쿠오모 - 제임스 역
- 앤드루 브리지스 - 리처드 역
- 케이티 장 - 바리스타 역
- 체이스 수이 원더스 - 매케일라 역

## 기타 제작진
- 배역: 대니엘 오피에로, 엠버 혼
- 미술: 케이트 매커네니